# Montreuil-sur-Thérain
Pour les articles homonymes, voir Montreuil et Thérain (homonymie).
Montreuil-sur-Thérain est une commune française située dans le département de l'Oise, en région Hauts-de-France.

## Géographie

### Localisation

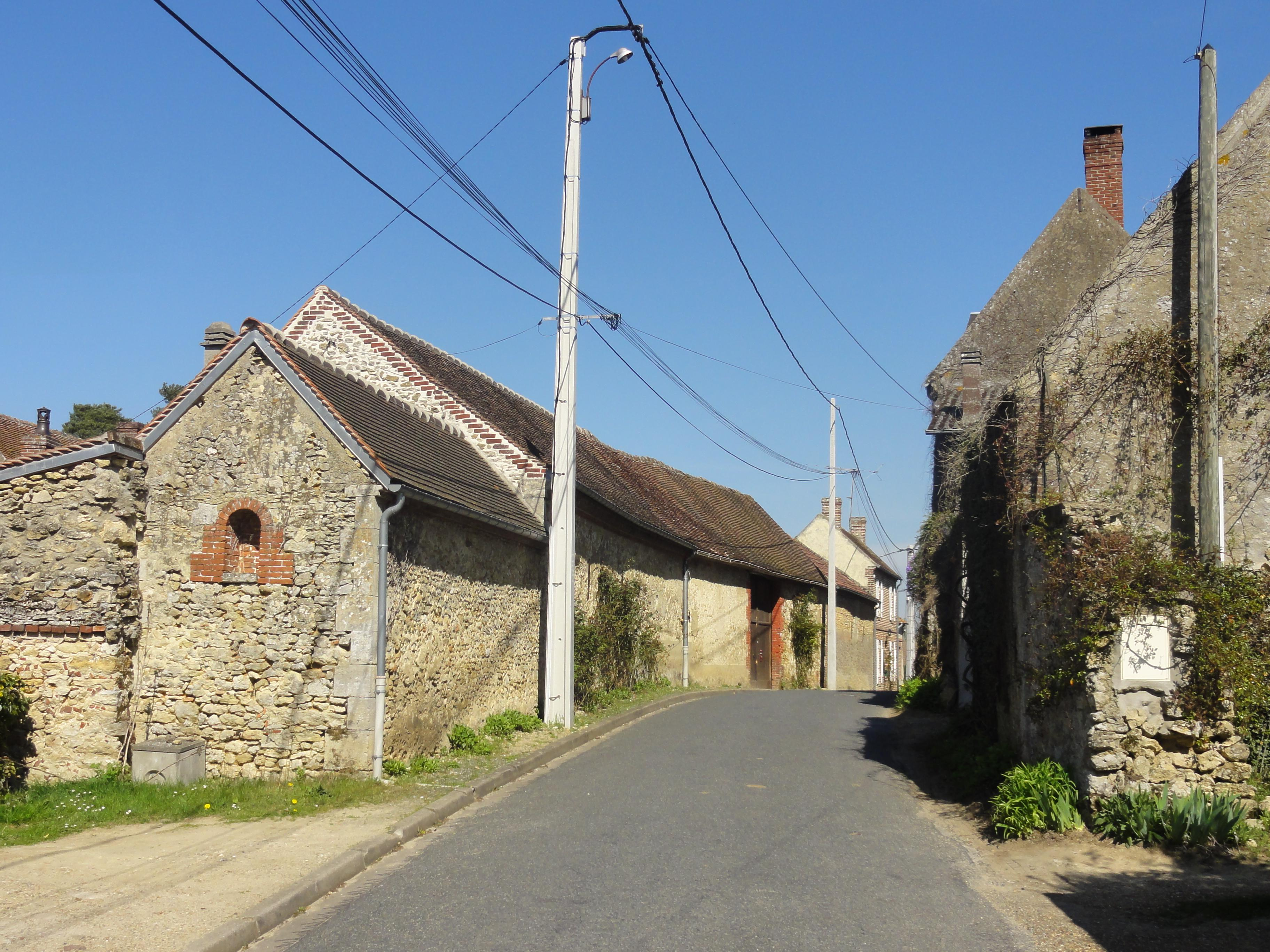
La rue St-Antoine.

Montreuil-sur-Thérain est un village picard du Beauvaisis situé dans la vallée du Thérain, à 10 km au sud-est à vol d'oiseau de Beauvais, 17 km à l'ouest de Clermont et à 6 km au nord de Noailles et 58 km de Paris.
La commune se trouve dans l'aire d'attraction  de Paris, dans la zone d'emploi de Beauvais, et dans le bassin de vie de Bresles.

### Communes limitrophes
Les communes limitrophes sont  Bailleul-sur-Thérain, Villers-Saint-Sépulcre et Warluis.
|         |                       | Bailleul-sur-Thérain   |
| Warluis | Montreuil-sur-Thérain |                        |
|         |                       | Villers-Saint-Sépulcre |

### Géologie et relief
La superficie de la commune est de 1,47 km2 ; son altitude varie de 50  à   147 mètres. 
Le village se trouve à l'altitude moyenne de 81 mètres au-dessus du niveau de la mer, le point culminant de la commune, se trouve aux carrières de Novalles.

### Hydrographie

#### Réseau hydrographique

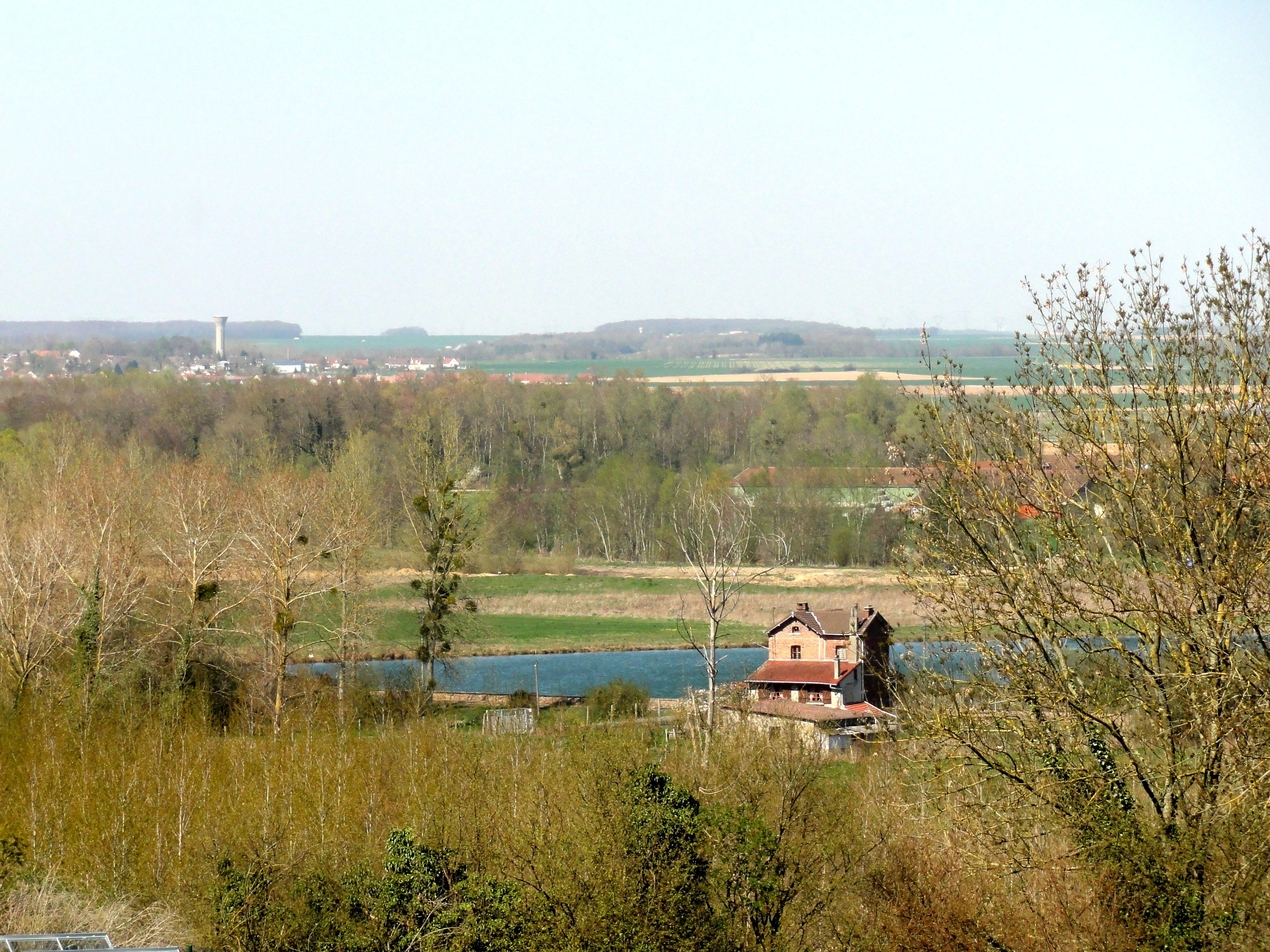
La plaine du Thérain vue depuis le village.

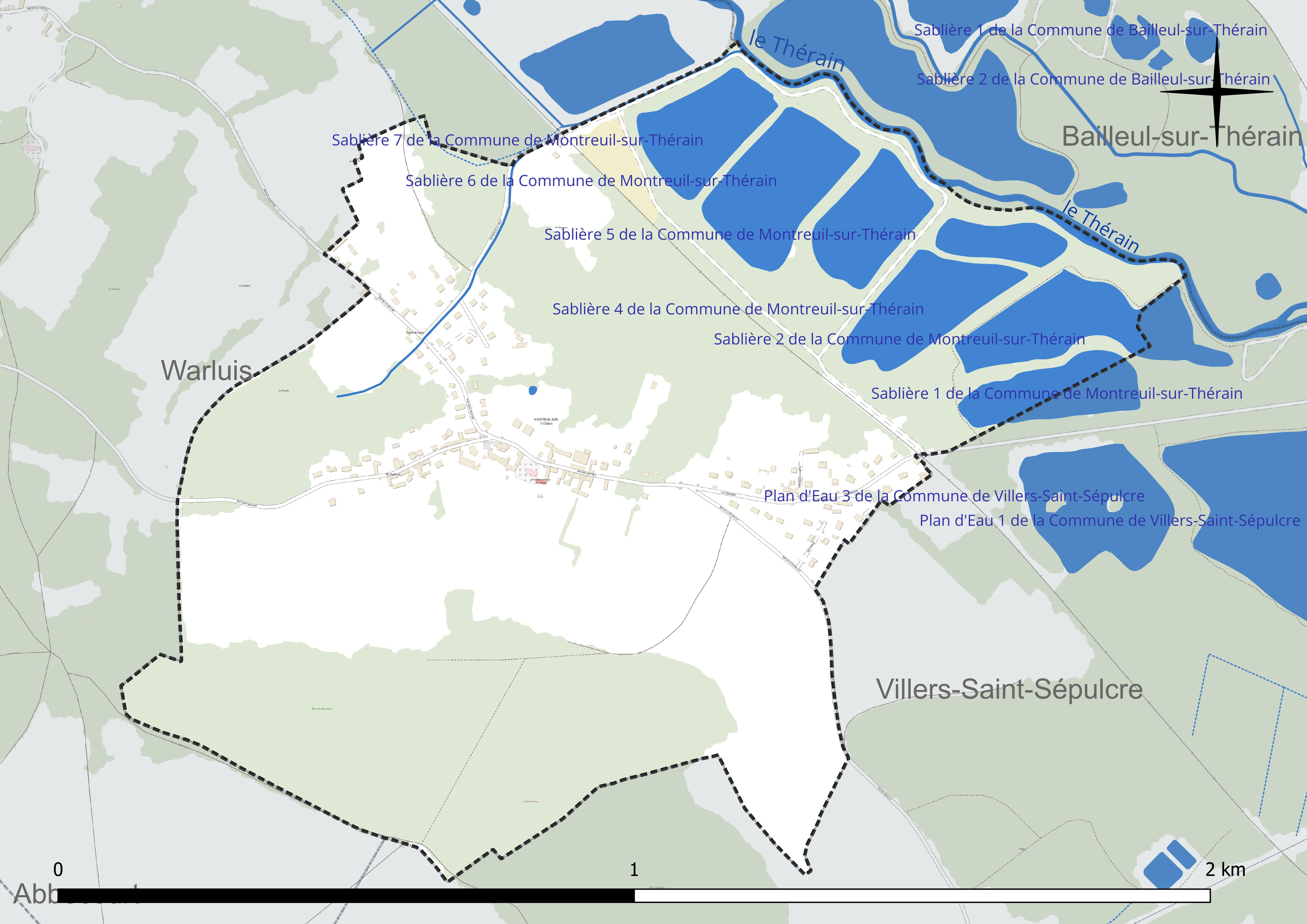
Réseau hydrographique de Montreuil-sur-Thérain.

La commune est située dans le bassin Seine-Normandie. 
Elle est drainée par le Thérain,.
Le Thérain, d'une longueur de 94 km, prend sa source dans la commune de Gaillefontaine et se jette  dans l'Oise à Saint-Leu-d'Esserent, après avoir traversé 43 communes. 
Sept plans d'eau complètent le réseau hydrographique : la sablière 1 de la commune de Montreuil-sur-Thérain, d'une superficie totale de 2,7 ha (1,5 ha sur la commune), la sablière 2 de la commune de Montreuil-sur-Thérain, d'une superficie totale de 4,3 ha (3,2 ha sur la commune), la sablière 3 de la commune de Montreuil-sur-Thérain (1,3 ha), la sablière 4 de la commune de Montreuil-sur-Thérain (3,3 ha), la sablière 5 de la commune de Montreuil-sur-Thérain (2,8 ha), la sablière 6 de la commune de Montreuil-sur-Thérain (4,1 ha) et la sablière 7 de la commune de Montreuil-sur-Thérain (3 ha),.

#### Gestion et qualité des eaux
Un contrat de territoire “eau et climat 2022-2025” a été conclu entre l’Agence de l'eau Seine-Normandie, la communauté d'agglomération du Beauvaisis, le syndicat de la vallée du Thérain ainsi que d’autres partenaires dont la commune de Montreuil-sur- Thérain afin de « restaurer la sinuosité de la rivière sur certains de ses tronçons, agir sur son lit, accompagner des propriétaires privés dans l’aménagement d’ouvrages qui entravent la libre circulation des poissons, éviter le piétinement des berges par le bétail ou encore diagnostiquer les axes de ruissellements ».
Le territoire communal est couvert par le schéma d'aménagement et de gestion des eaux (SAGE) « Sensée ». Ce document de planification concerne un territoire de 1 219 km2 de superficie, délimité par le bassin versant du Thérain. Le périmètre a été arrêté le 27 janvier 2023 et le SAGE proprement dit est, en 2024, en cours d'élaboration. La structure porteuse de l'élaboration et de la mise en œuvre est le syndicat intercommunal de la Vallée du Thérain (SIVT). 
La qualité des cours d'eau peut être consultée sur un site dédié géré par les agences de l'eau et l'Agence française pour la biodiversité. 

### Climat
Pour des articles plus généraux, voir Climat des Hauts-de-France et Climat de l'Oise.
En 2010, le climat de la commune est de type climat océanique dégradé des plaines du Centre et du Nord, selon une étude du CNRS s'appuyant sur une série de données couvrant la période 1971-2000. En 2020, Météo-France publie une typologie des climats de la France métropolitaine dans laquelle la commune est exposée à un climat océanique et est dans la région climatique  Nord-est du bassin Parisien, caractérisée par un ensoleillement médiocre, une pluviométrie moyenne régulièrement répartie au cours de l'année et un hiver froid (3 °C). 
Pour la période 1971-2000, la température annuelle moyenne est de 10,6 °C, avec une amplitude thermique annuelle de 14,5 °C. Le cumul annuel moyen de précipitations est de 661 mm, avec 10 jours de précipitations en janvier et 7,9 jours en juillet. Pour la période 1991-2020, la température moyenne annuelle observée sur la station météorologique la plus proche, située sur la commune de Tillé à 11 km à vol d'oiseau, est de 11,0 °C et le cumul annuel moyen de précipitations est de 655,5 mm,. Pour l'avenir, les paramètres climatiques de la commune estimés pour 2050 selon différents scénarios d'émission de gaz à effet de serre sont consultables sur un site dédié publié par Météo-France en novembre 2022.

## Urbanisme

### Typologie
Au 1er janvier 2024, Montreuil-sur-Thérain est catégorisée commune rurale à habitat dispersé, selon la nouvelle grille communale de densité à sept niveaux définie par l'Insee en 2022.
Elle est située hors unité urbaine. Par ailleurs la commune fait partie de l'aire d'attraction de Paris, dont elle est une commune de la couronne,. 

### Occupation des sols

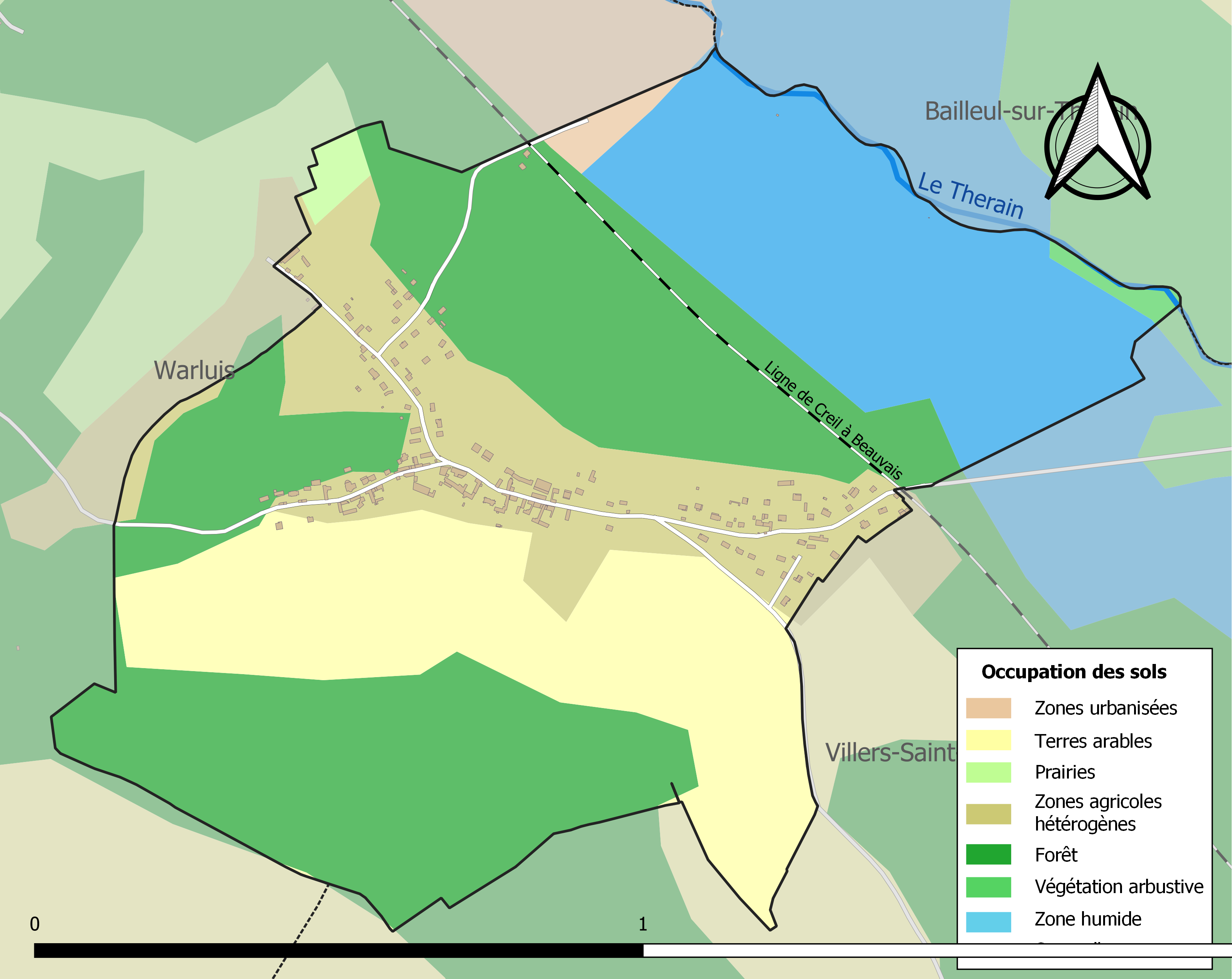
Carte des infrastructures et de l'occupation des sols de la commune en 2018 (CLC).

L'occupation des sols de la commune, telle qu'elle ressort de la base de données européenne d'occupation biophysique des sols Corine Land Cover (CLC), est marquée par l'importance des forêts et milieux semi-naturels (43,2 % en 2018), en diminution par rapport à 1990 (45,9 %). 
La répartition détaillée en 2018 est la suivante : forêts (42,7 %), terres arables (20 %), eaux continentales (19,2 %), zones agricoles hétérogènes (16 %), mines, décharges et chantiers (1 %), prairies (0,6 %), milieux à végétation arbustive et/ou herbacée (0,5 %). 
L'évolution de l'occupation des sols de la commune et de ses infrastructures peut être observée sur les différentes représentations cartographiques du territoire : la carte de Cassini (XVIIIe siècle), la carte d'état-major (1820-1866) et les cartes ou photos aériennes de l'IGN pour la période actuelle (1950 à aujourd'hui).

### Habitat et logement
En 2016 et 2021, le nombre total de logements dans la commune était de 107, alors qu'il était de 101 en 2011. 
Parmi ces logements, 88,6 % étaient des résidences principales, 7,6 % des résidences secondaires et 3,8 % des logements vacants. Ces logements étaient  tous des maisons individuelles. 
Le tableau ci-dessous présente la typologie des logements à Montreuil-sur-Thérain en 2021 en comparaison avec celle de l'Oise et de la France entière. Une caractéristique marquante du parc de logements est ainsi une proportion de résidences secondaires et logements occasionnels (7,6 %) supérieure à celle du département (2,4 %) mais inférieure à celle de la France entière (9,7 %). 
| Typologie                                               | Montreuil-sur-Thérain | Oise | France entière |
| ------------------------------------------------------- | --------------------- | ---- | -------------- |
| Résidences principales (en %)                           | 88,6                  | 90,5 | 82,2           |
| Résidences secondaires et logements occasionnels (en %) | 7,6                   | 2,4  | 9,7            |
| Logements vacants (en %)                                | 3,8                   | 7    | 8,1            |

### Voies de communication et transports

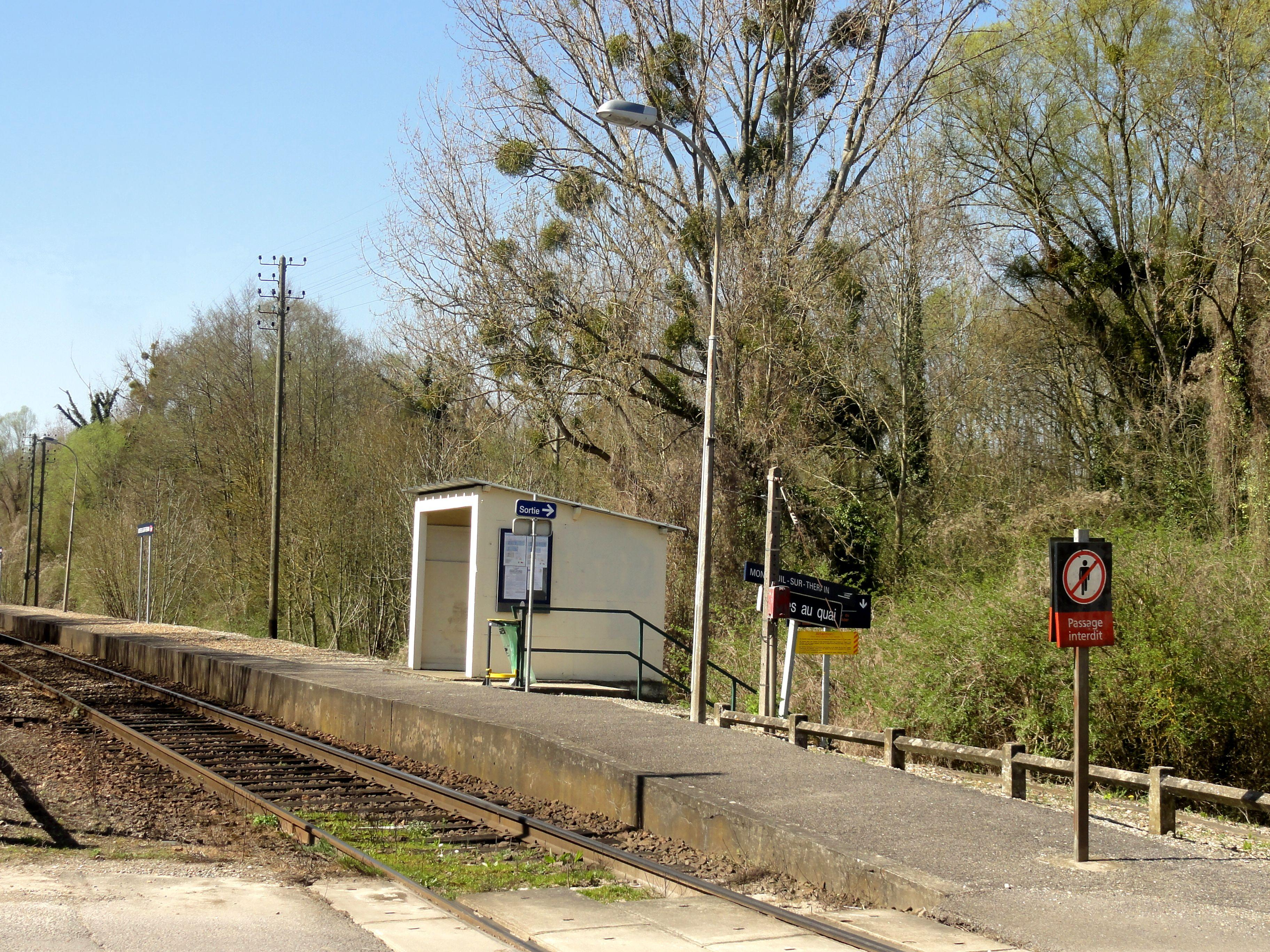
La gare en 2013.

Montreuil-sur-Thérain, desservie par des voiries secondaires, est aisément accessible depuis l'ancienne route nationale 1 (actuelle RD 1001).
La gare de Montreuil-sur-Thérain, une halte ferroviaire, est desservie par des trains TER Hauts-de-France qui effectuent des missions entre les gares de Creil, et de Beauvais.
La commune est desservie, en 2023, par la ligne 6143 du réseau interurbain de l'Oise.

## Toponymie
Le nom de la localité est attesté sous les formes Mousteriolum (vers 1064) ; Monsterelum (1136) ; Monstroel de l'tertre (1142) ; Monstroel (1143) ; Monsterol (1143) ; Monsterolum tota villa (1152) ; Monsteriolum (1154) ; Mosterol (1164) ; Monsteruel (1166) ; Monasteriolum (1175) ; Mosteruel (1178) ; Mosterellum (1179) ; Monasterolum (1183) ; villa de monasteriolo (1197) ; Monsteroil (1202) ; Mousteruel (1219) ; Mosterol le planchie (1224) ; Monsteruel le planchie (1225) ; de Mostrolio (1234) ; de Mosteriolo (1235) ; apud Mosteriolum ad collem (1235) ; Mosteriolum juxta Mellemont (1240) ; Montreuëil le planqué (1243) ; Monstreul le planquier (1246) ; de Mosterolio (1250) ; Monsteroil (1252) ; Monsteroel (1252) ; Monsterolium supra Tharam (1258) ; Monsterolium (1277) ; Monsteruel seur terain (1297) ; Monstreil (1457) ; Monstreul (1457) ; eccl. de Monstrolio super Tharam (XVe) ; Monstreul sur Therain (1531) ; Monstruel sur Therain (XVIe) ; Monstreuil sur Teraine (1667) ; Montreuëil sous Villers St Sepulchre (XVIIe) ; Montreuil en Beauvoisis (XVIIIe) ; Montreuil sous Thérain (1720) ; Montreuil-sur-Thérain (1840).

Montreuil est originellement un toponyme commun en France, puis un patronyme qui en procède. Il représente la fixation du nom commun d'ancien français monstruel (« petit monastère, église ») lui-même du bas latin monisteriolum (« petit monastère, église »), forme altérée du latin monasterium + suffixe -olum.
Le Thérain est une rivière française du bassin de la Seine. Il s'agit d'un affluent de rive droite de l'Oise qui coule dans les départements de Seine-Maritime et de l'Oise (régions Normandie et Hauts-de-France).

## Histoire

### Moyen Âge
Les dîmes dues par les villageois étaient réparties entre l'abbaye Saint-Germer-de-Fly et la collégiale Notre-Dame-du-Châtel de Beauvais.

### Temps modernes
L'exploitation de la carrière de Novalles, dont les pierres servirent entre autres à la construction du château de Merlemont, a longtemps assuré la prospérité du village.

### Époque contemporaine
La commune, instituée par la Révolution française à partir des anciennes paroisses, est rattachée de 1825 à 1835 à Villers-Saint-Sépulcre, anné à laquelle elle recouvre son autonomie communale après réclamation de ses habitants.
. 
Une statistique de 1831 indique qu'à cette date, il y avait 115 habitants, 37 maisons (4 couvertes en chaume, 9 en tuile et chaume et 24 en chaume). 24 enfants fréquentaient l'école, on comptait 58 illettré[réf. nécessaire]s.
Le village comptait en 1900 trois cafés-épiceries.

## Politique et administration

### Rattachements administratifs et électoraux

#### Rattachements administratifs
La commune se trouve dans l'arrondissement de Beauvais du département de l'Oise.  
Elle faisait partie depuis 1801 du canton de Noailles. Dans le cadre du redécoupage cantonal de 2014 en France, cette circonscription administrative territoriale a disparu, et le canton n'est plus qu'une circonscription électorale.

#### Rattachements électoraux
Pour les élections départementales, la commune fait partie depuis 2014 du canton de Chaumont-en-Vexin.
Pour l'élection des députés, elle fait partie de la  deuxième circonscription de l'Oise.
.

### Intercommunalité
La commune faisait partie de la communauté de communes du pays de Thelle, un établissement public de coopération intercommunale (EPCI) à fiscalité propre créé en 1996 et auquel la commune avait transféré un certain nombre de ses compétences, dans les conditions déterminées par le code général des collectivités territoriales.
Dans le cadre des dispositions de la loi portant nouvelle organisation territoriale de la République (Loi NOTRe) du 7 août 2015, qui prévoit que les établissements publics de coopération intercommunale (EPCI) à fiscalité propre doivent avoir un minimum de 15 000 habitants, le préfet de l'Oise a publié en octobre 2015 un projet de nouveau schéma départemental de coopération intercommunale, qui prévoit la fusion de plusieurs intercommunalités, et en particulier  de la communauté de communes du Pays de Thelle et de la communauté de communes la Ruraloise, formant ainsi une intercommunalité de 42 communes et de 59 626 habitants,.
La nouvelle intercommunalité, dont est membre la commune et dénommée communauté de communes Thelloise, est créée par un arrêté préfectoral du 30 novembre 2016 qui a pris effet le 1er janvier 2017.

### Liste des maires
| Période                                  | Période                    | Identité      | Étiquette | Qualité                                                   |
| ---------------------------------------- | -------------------------- | ------------- | --------- | --------------------------------------------------------- |
| Les données manquantes sont à compléter. |                            |               |           |                                                           |
|                                          |                            |               |           |                                                           |
| avant 1981                               | mars 2001                  | Pierre Doligé |           |                                                           |
| mars 2001                                | En cours (au 17 mars 2025) | Alain Arnold  |           | Ouvrier qualifié retraité Réélu pour le mandat 2020-2026, |

## Équipements et services publics
Un marché forain a lieu les mercredis après-midi, sur la place communale.

### Enseignement
L'école a fermé en 1987 et la commune est membre d'un regroupement pédagogique. Les enfants sont scolarisés en 2025 aux écoles de Warluis,.

### Équipements culturels
La bibliothèque, située en mairie, est ouverte les mercredis de 10 à 11 h.

## Population et société

### Démographie

#### Évolution démographique
L'évolution du nombre d'habitants est connue à travers les recensements de la population effectués dans la commune depuis 1793. Pour les communes de moins de 10 000 habitants, une enquête de recensement portant sur toute la population est réalisée tous les cinq ans, les populations de référence des années intermédiaires étant quant à elles estimées par interpolation ou extrapolation. Pour la commune, le premier recensement exhaustif entrant dans le cadre du nouveau dispositif a été réalisé en 2008.

En 2022, la commune comptait 244 habitants, en évolution de −1,21 % par rapport à 2016 (Oise : +0,87 %, France hors Mayotte : +2,11 %).
| 1793 | 1800 | 1806 | 1821 | 1836 | 1841 | 1846 | 1851 | 1856 |
| ---- | ---- | ---- | ---- | ---- | ---- | ---- | ---- | ---- |
| 122  | 119  | 113  | 114  | 115  | 117  | 126  | 119  | 120  |

| 1861 | 1866 | 1872 | 1876 | 1881 | 1886 | 1891 | 1896 | 1901 |
| ---- | ---- | ---- | ---- | ---- | ---- | ---- | ---- | ---- |
| 129  | 128  | 110  | 112  | 104  | 106  | 105  | 107  | 119  |

| 1906 | 1911 | 1921 | 1926 | 1931 | 1936 | 1946 | 1954 | 1962 |
| ---- | ---- | ---- | ---- | ---- | ---- | ---- | ---- | ---- |
| 107  | 86   | 90   | 71   | 73   | 68   | 67   | 73   | 77   |

| 1968 | 1975 | 1982 | 1990 | 1999 | 2006 | 2008 | 2013 | 2018 |
| ---- | ---- | ---- | ---- | ---- | ---- | ---- | ---- | ---- |
| 100  | 89   | 115  | 145  | 182  | 220  | 231  | 247  | 243  |

| 2022 | - | - | - | - | - | - | - | - |
| ---- | - | - | - | - | - | - | - | - |
| 244  | - | - | - | - | - | - | - | - |

#### Pyramide des âges
La population de la commune est relativement jeune.
En 2018, le taux de personnes d'un âge inférieur à 30 ans s'élève à 33,8 %, soit en dessous de la moyenne départementale (37,3 %). À l'inverse, le taux de personnes d'âge supérieur à 60 ans est de 23,1 % la même année, alors qu'il est de 22,8 % au niveau départemental.
En 2018, la commune comptait 123 hommes pour 120 femmes, soit un taux de 50,62 % d'hommes, légèrement supérieur au taux départemental (48,89 %).
Les pyramides des âges de la commune et du département s'établissent comme suit.
| Hommes | Classe d’âge | Femmes |
| ------ | ------------ | ------ |
| 0,0    | 90 ou +      | 1,7    |
| 2,4    | 75-89 ans    | 2,5    |
| 22,8   | 60-74 ans    | 16,7   |
| 24,4   | 45-59 ans    | 21,7   |
| 20,3   | 30-44 ans    | 20,0   |
| 10,6   | 15-29 ans    | 15,8   |
| 19,5   | 0-14 ans     | 21,7   |

| Hommes | Classe d’âge | Femmes |
| ------ | ------------ | ------ |
| 0,5    | 90 ou +      | 1,4    |
| 5,5    | 75-89 ans    | 7,6    |
| 15,6   | 60-74 ans    | 16,3   |
| 20,8   | 45-59 ans    | 20     |
| 19,4   | 30-44 ans    | 19,4   |
| 17,6   | 15-29 ans    | 16,2   |
| 20,6   | 0-14 ans     | 19,1   |

## Économie
En 2016, le village ne compte plus de commerces, mais accueille un artisan en câblage électrique. Les trois étangs de la commune sont loués, deux à l'association des pêcheurs et un à un particulier.

## Culture locale et patrimoine

### Lieux et monuments

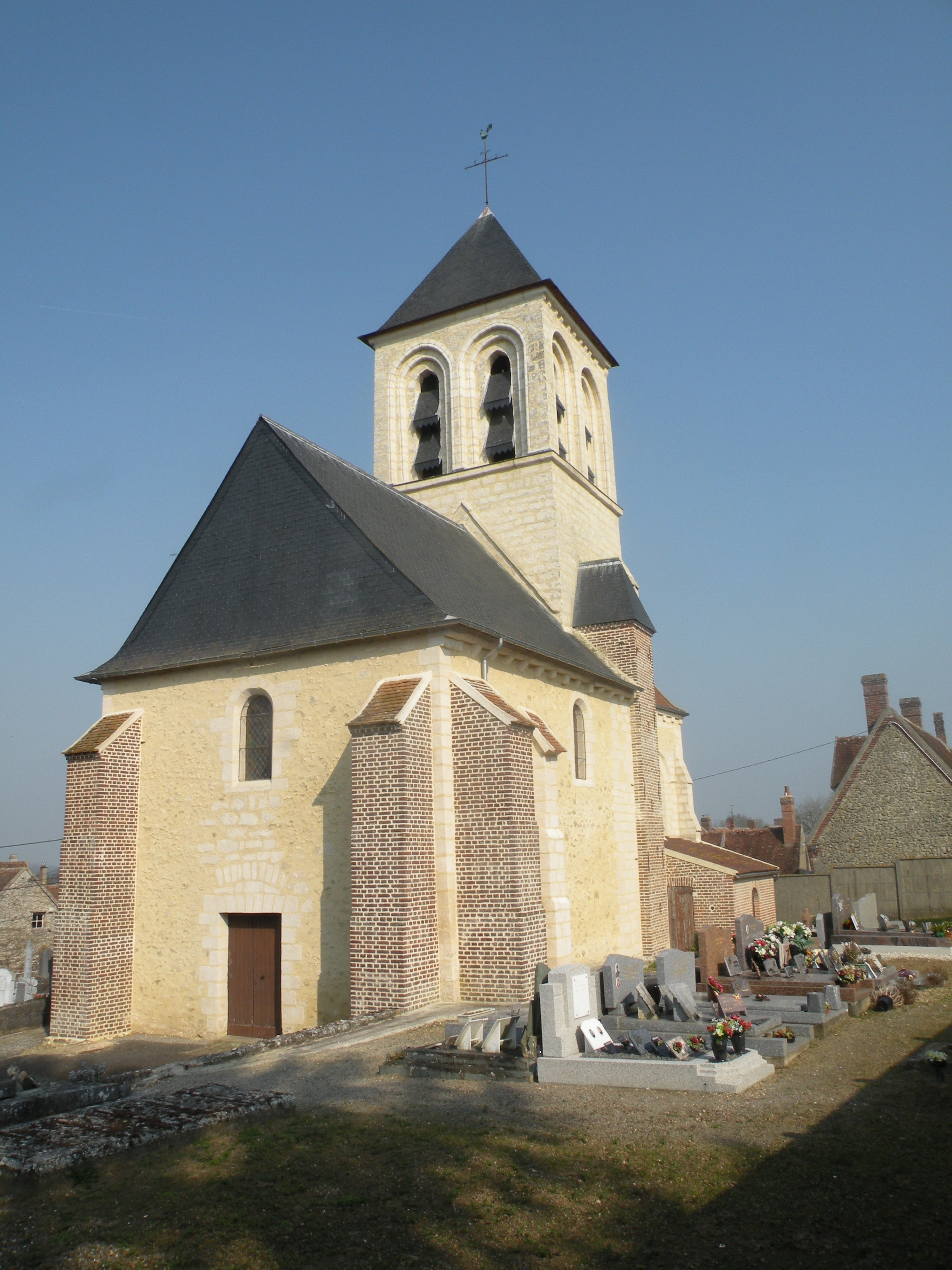
Église de l'Assomption.

Montreuil-sur-Thérain ne compte aucun monument historique classé ou inscrit sur son territoire. On peut toutefois noter :
- Église de l'Assomption-de-Notre-Dame : elle suit un plan très simple, qui est largement répandu dans le Beauvaisis au XIIe siècle : une nef unique suivie par un chœur de deux travées, dont la première sert de base au clocher. L'église de Montreuil est datable de la première moitié du XIIe siècle, mais le chœur et la partie adjacente de la nef ont été refaits au XIIIe siècle et voûté d'ogives. L'abside est à cinq pans et suit un plan outrepassé, presque hexagonal, afin d'obtenir la largeur souhaitée du sanctuaire malgré la contrainte qu'impose la largeur de la base du clocher. Les arcades brisées de part et d'autre de cette dernière sont remarquables pour leur forme particulièrement aiguë. Elles sont simplement biseautés et retombent sur des demi-colonnes adossées aux piliers, mais sont accompagnées de doubleaux secondaires d'un profil torique, retombant sur de fines colonnettes. Les chapiteaux sont décorés de crochets ou de feuilles découpées enroulées aux angles.

Du côté du chevet, les ogives retombent sur les chapiteaux de colonnettes en délit. Elles sont fixées contre les murs par des bagues. Tout en restant simple, ce chœur est une construction de qualité soigneusement conçue. Les fenêtres affichent la même forme aiguë que les doubleaux, et elles sont décorées à l'extérieur par une simple moulure biseautée. Les baies du clocher sont par contre presque en plein cintre. Au nombre de deux par face, elles s'inscrivent dans des archivoltes toriques et sont dépourvues de colonnettes. Les murs du chœur et du clocher se terminent par des corniches de corbeaux. La façade occidentale n'est pas cohérente avec le style gothique primitif de l'église : elle ne date que de 1635, quand la nef a été raccourcie. L'église bénéficie par ailleurs d'une récente[C'est-à-dire ?] restauration.
- Les étangs dans la plaine du Thérain sont également à voir.

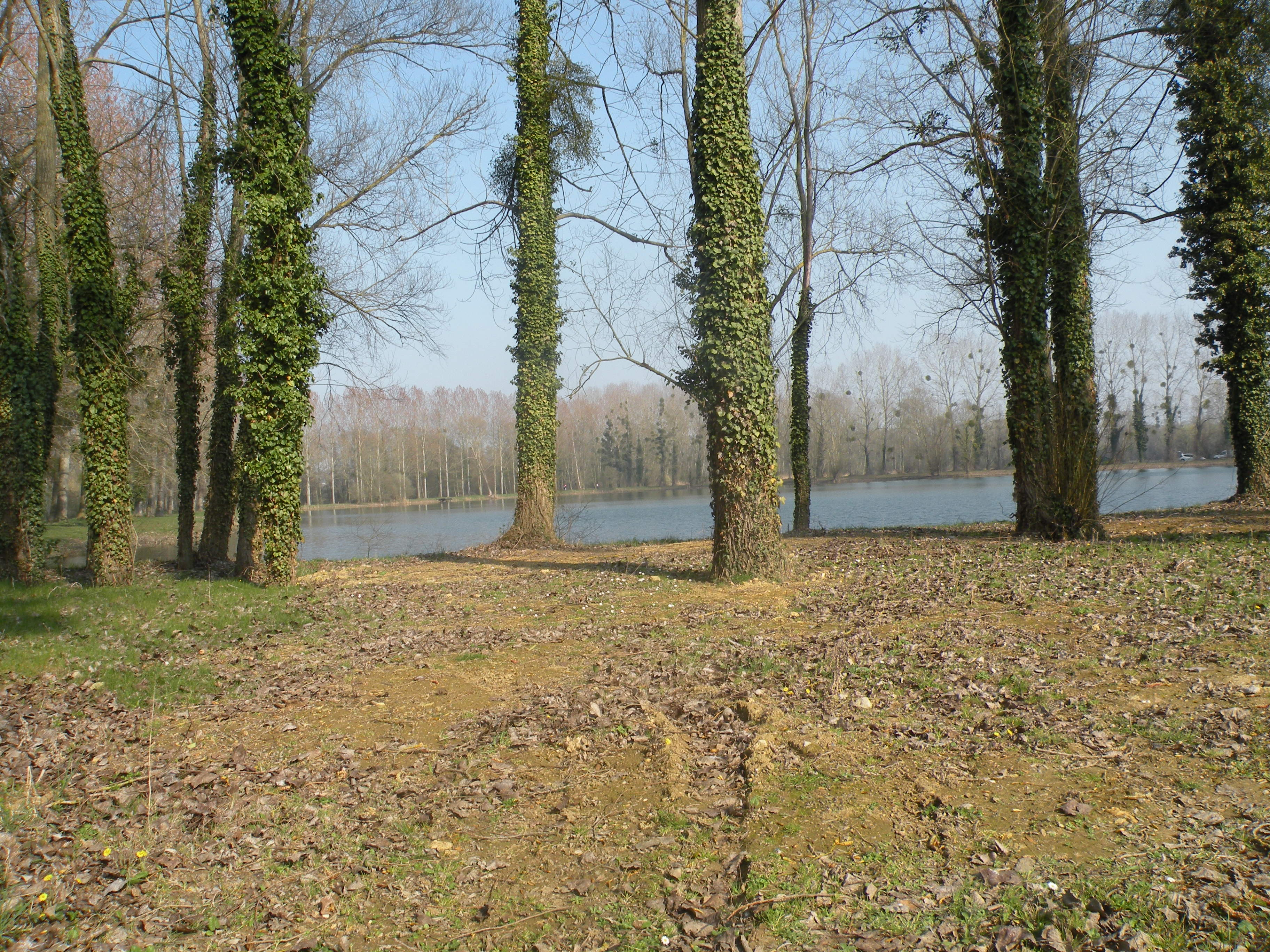
Un des étangs.
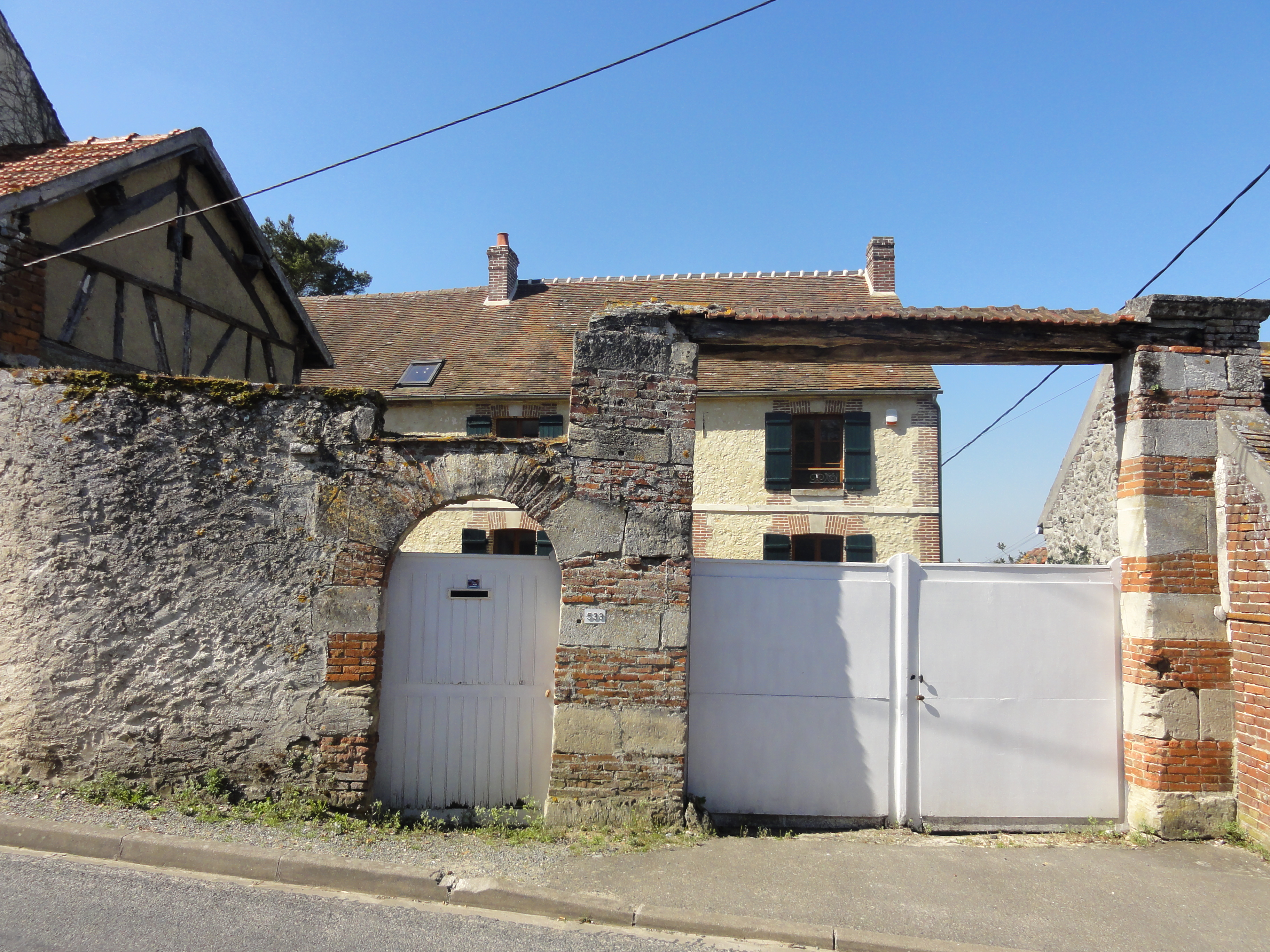
Portail de ferme, rue St-Antoine.
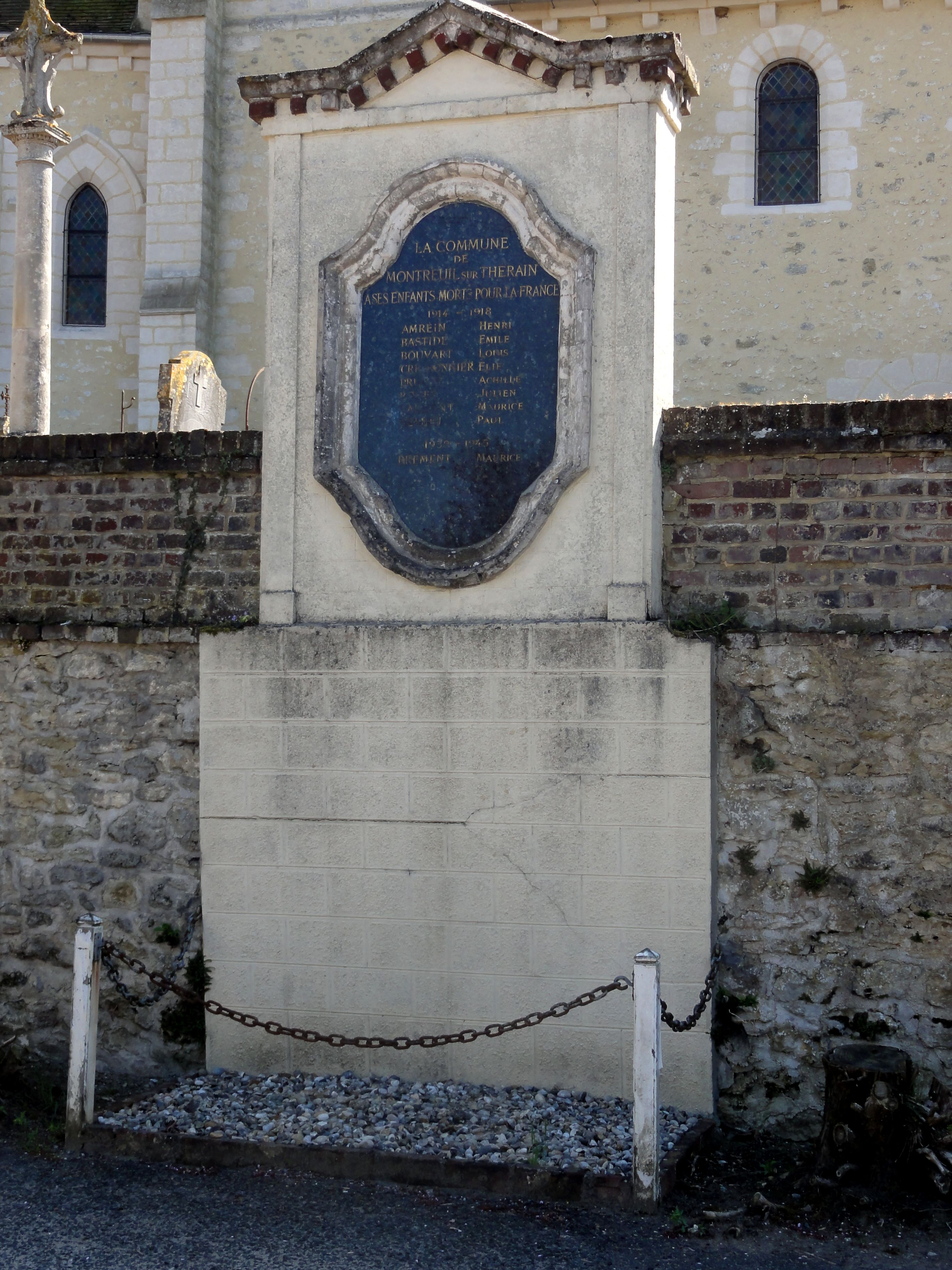
Le monument aux morts.
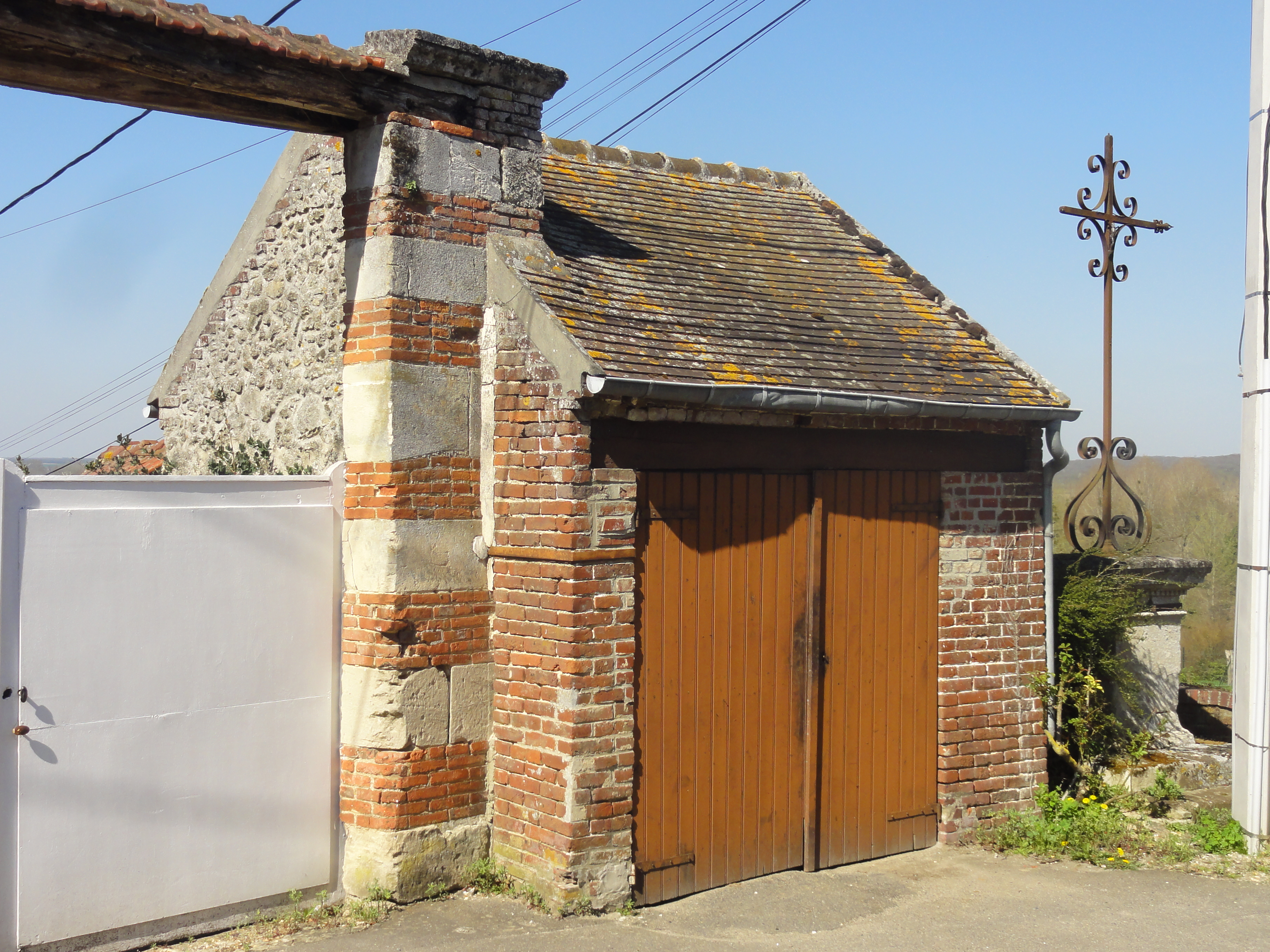
L'ancienne remise de la pompe à incendie.

## Pour approfondir